# Troiske
Troiske war eine holländische Gewichtseinheit für Gold, Silber und Münzen. 
- 1 Troiske = 0,192 Gramm
- 2560 Troisken = 1 Troy-Pfund
- 1 Troy-Pfund = 491,677 Gramm (Vergleich Handelspfund 494,09 Gramm)

Die Maßkette war unter Vernachlässigung des Troy-Pfundes, das zu einer Verdoppelung der Werte führt
- 1 Mark = 8 Unzen = 160 Engel = 640 Vierling = 1280 Troisken = 256 Druesken = 5120 Assen

Das Verhältnis zur Kölner Mark war 19 holländische Mark zu 20 Kölner Mark.